# Liya Silver
Liya Silver (Kirguistán, 25 de febrero de 1999) es una actriz pornográfica y modelo erótica rusa.

## Biografía
Liya Silver, nombre artístico de  Kristina Scherbinina (en ruso Кристина Щербинина), nació en Kirguistán, donde vivía con su madre. Después de graduarse de la escuela secundaria, se muda con su padre a San Petersburgo (Rusia). Antes de comenzar una carrera en la industria del porno, trabajó como modelo erótica.
En mayo de 2018, con 19 años, debutó como actriz pornográfica. Trabajó para estudios europeos y estadounidenses como Babes, Tushy, Vixen, DDF Network, Reality Kings, VR Bangers, Blacked, 21Sextury, Video Marc Dorcel o Private, entre otros.
En 2018 grabó para Tushy su primera escena de sexo anal en First Anal 7, junto a Emily Willis, Izzy Lush y Paige Owens.
En septiembre de 2019, ganó dos estatuillas en los Premios XBIZ Europa, en las categorías de Mejor nueva estrella y a la Mejor escena de sexo glamcore, junto a Jia Lissa y Alberto Blanco, por Club VXN Vacation.
En 2020 ganó reconocimiento al estar nominada en los Premios AVN en cuatro categorías: en la recién creada Artista emergente extranjera del año, así como en diversas producciones de corte europeo como eran las de Mejor escena de sexo anal en producción extranjera por Joy Ride, a la Mejor escena de sexo de chico/chica en producción extranjera por Liya 4 You y a la Mejor escena de sexo lésbico grupal en producción extranjera por Girl Crush.
Ha rodado más de 200 películas como actriz.

## Premios y nominaciones
| Año  | Ceremonia           | Resultado | Premio                                                       | Trabajo                                  |
| ---- | ------------------- | --------- | ------------------------------------------------------------ | ---------------------------------------- |
| 2019 | Premios XBIZ Europa | Ganadora  | Mejor nueva estrella                                         | —                                        |
| 2019 | Premios XBIZ Europa | Ganadora  | Mejor escena de sexo glamcore                                | Club VXN Vacation                        |
| 2020 | Premios AVN         | Ganadora  | Artista emergente extranjera del año                         | —                                        |
| 2020 | Premios AVN         | Nominada  | Mejor escena de sexo anal en producción extranjera           | Joy Ride                                 |
| 2020 | Premios AVN         | Ganadora  | Mejor escena de sexo de chico/chica en producción extranjera | Liya 4 You                               |
| 2020 | Premios AVN         | Nominada  | Mejor escena de sexo lésbico grupal en producción extranjera | Girl Crush                               |
| 2020 | Premios XBIZ Europa | Nominada  | Artista femenina del año                                     | —                                        |
| 2020 | Premios XBIZ Europa | Nominada  | Mejor escena de sexo glamcore                                | Stars 2                                  |
| 2020 | Premios XBIZ Europa | Nominada  | Mejor escena de sexo gonzo                                   | Manuel's Euro Tour: Paris                |
| 2020 | Premios XBIZ Europa | Nominada  | Mejor escena de sexo lésbico                                 | Stunning Lesbians in Intense Action      |
| 2021 | Premios AVN         | Nominada  | Artista femenina extranjera del año                          | —                                        |
| 2021 | Premios AVN         | Nominada  | Mejor escena de sexo en producción extranjera                | Together                                 |
| 2021 | Premios AVN         | Ganadora  | Mejor escena de sexo de chico/chica en producción extranjera | Manuel's Euro Tour: Paris                |
| 2021 | Premios AVN         | Ganadora  | Mejor escena de sexo lésbico grupal en producción extranjera | Tender Kiss Little Caprice & Liya Silver |
| 2021 | Premios AVN         | Nominada  | Mejor escena de sexo en realidad virtual                     | Liya Silver Fucks Photographer           |
| 2021 | Premios XBIZ Europa | Nominada  | Artista femenina del año                                     | —                                        |
| 2021 | Premios XBIZ Europa | Ganadora  | Mejor escena de sexo glamcore                                | Apres Ski                                |
| 2021 | Premios XBIZ Europa | Nominada  | Mejor escena de sexo lésbica                                 | Caprice Divas Fascinating                |
| 2022 | Premios AVN         | Nominada  | Artista femenina extranjera del año                          | —                                        |
| 2022 | Premios AVN         | Nominada  | Mejor escena de sexo internacional                           | Rocco’s Psycho Teens 15                  |
| 2022 | Premios AVN         | Nominada  | Mejor escena de sexo chico/chica internacional               | Passion                                  |
| 2022 | Premios AVN         | Nominada  | Mejor escena de sexo lésbico internacional                   | Three Honey Bunnies                      |
| 2023 | Premios AVN         | Nominada  | Artista femenina extranjera del año                          | —                                        |
| 2023 | Premios AVN         | Ganadora  | Mejor escena de sexo de chico/chica en producción extranjera | The Spanish Stallion                     |